# Hoffnungskirche (Spreenhagen)

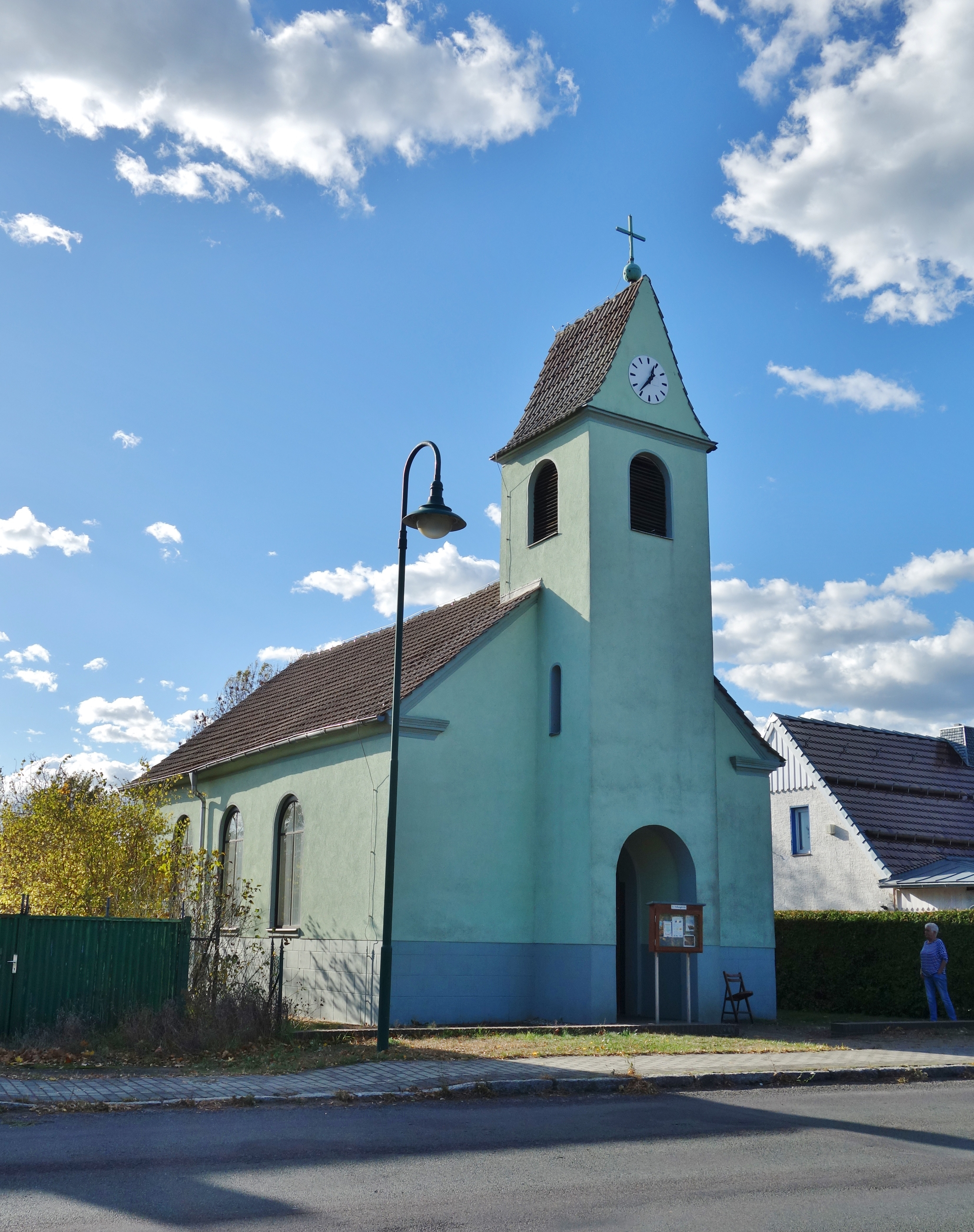
Ostansicht

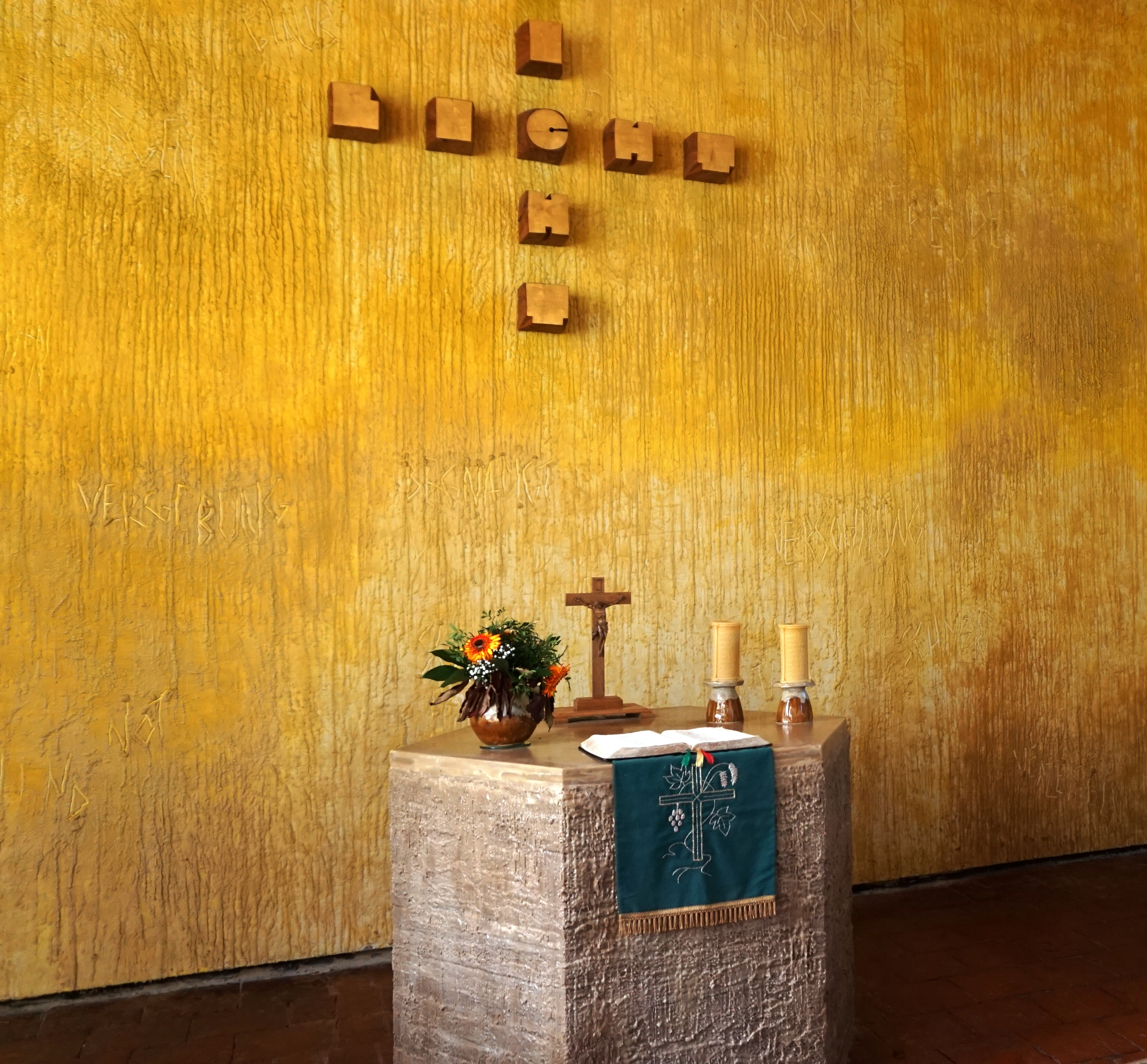
Der Altar aus Bienenwachs

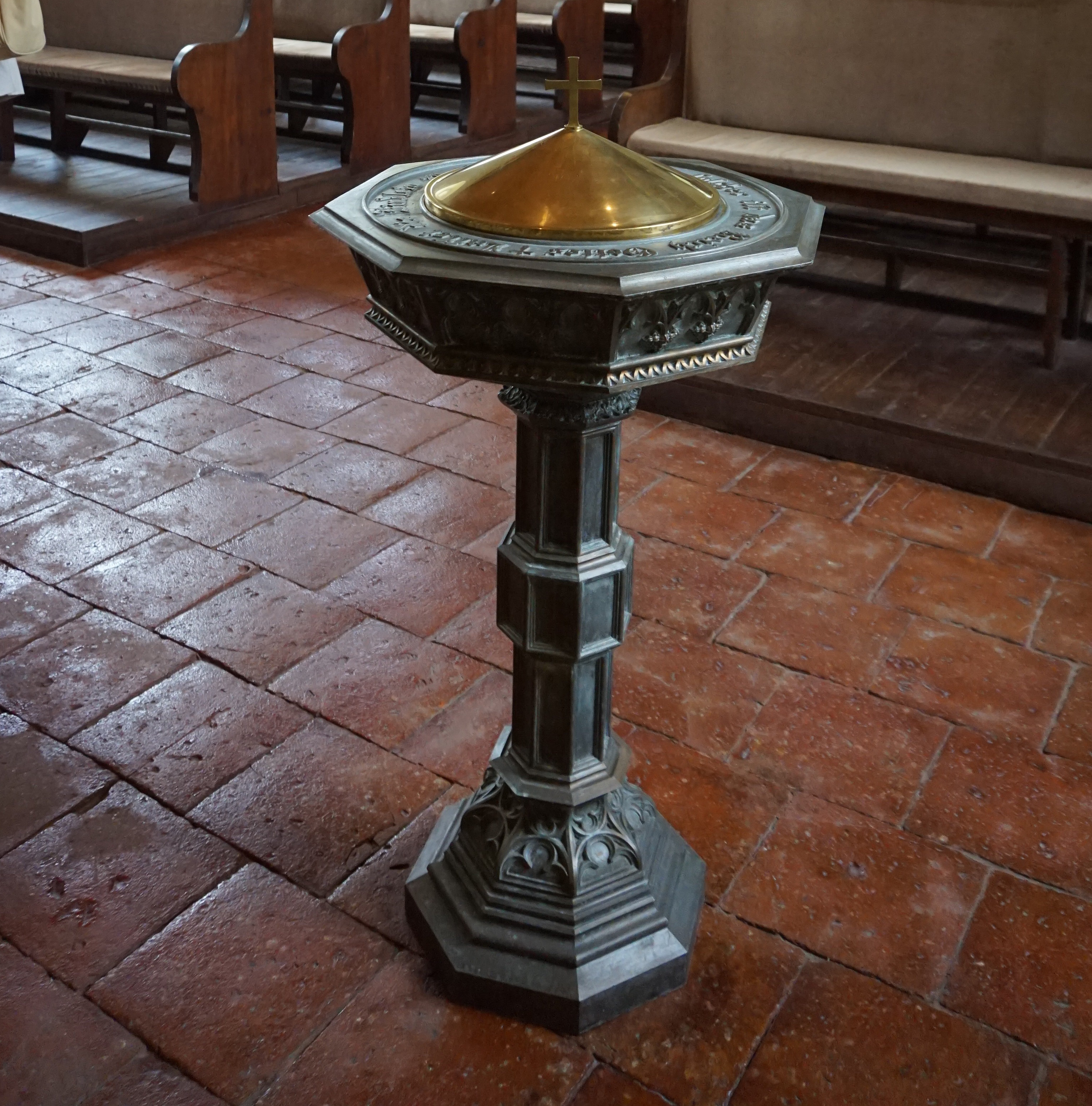
Tauftisch

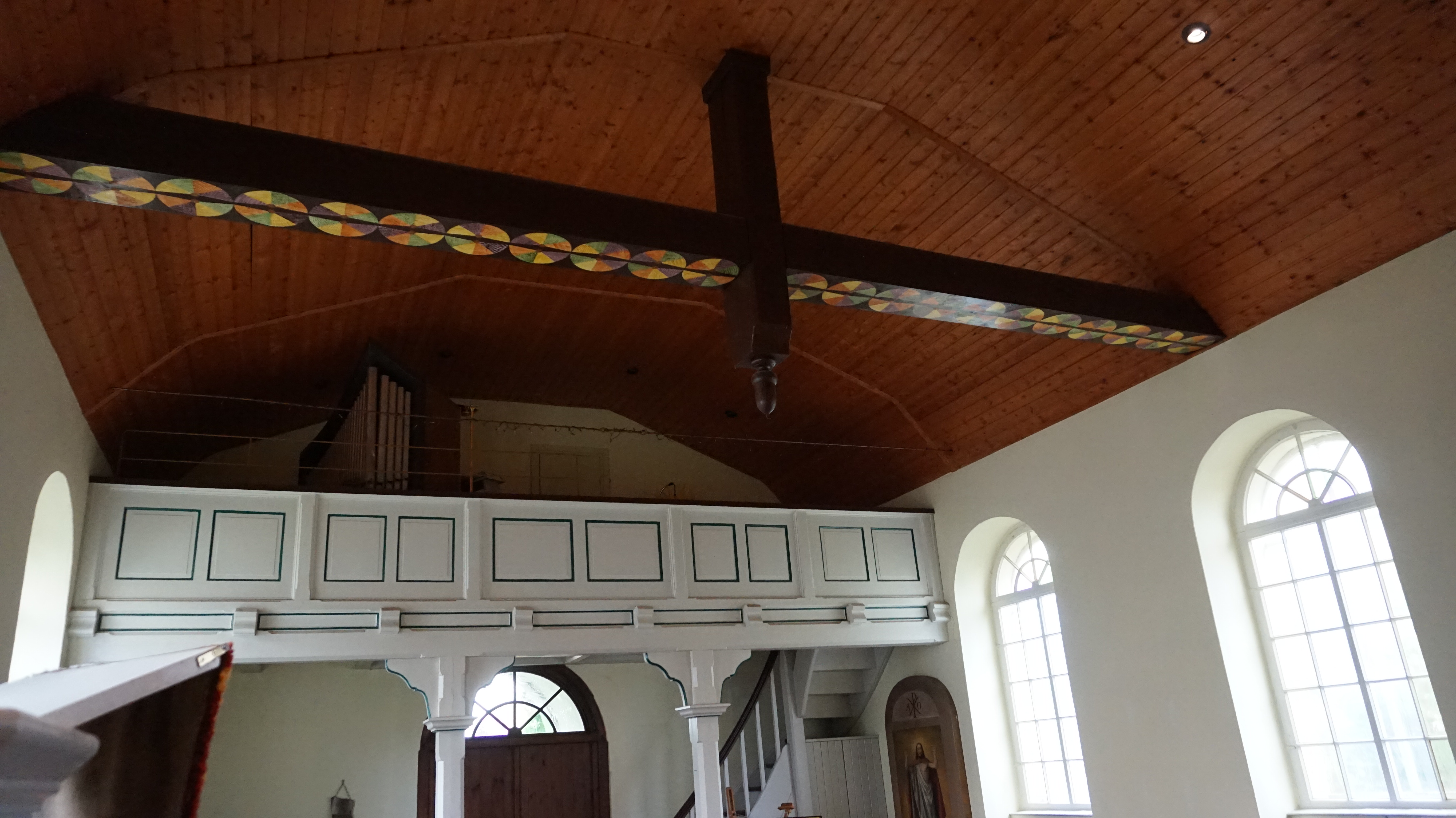
Blick auf die Empore

Die Hoffnungskirche in Spreenhagen wurde 1858 gebaut und steht im Ortsteil Neu Hartmannsdorf. Ihren Namen trägt sie seit der Wiedereinweihung 1993. Sie wird auch als Honigkirche bezeichnet.

## Geschichte
Wie für altlutherische Kirchen von Gesetzes wegen her verpflichtend, musste sie ohne Glockenturm errichtet werden. Dieser folgte erst 1937 mit zwei Glocken, wovon eine im Zweiten Weltkrieg zerstört wurde. 1945 in den letzten Kriegstagen wurde die Kirche stark beschädigt und erst 1946/47 notdürftig instand gesetzt. Die 1988 baupolizeilich gesperrte Dorfkirche wurde im gleichen Jahr von der evangelischen Kirchengemeinde Spreenhagen gekauft. Am 26. September 1993 wurde die Kirche nach Renovierungsarbeiten, für die unter anderem die alte Holzdecke des Fürstenwalder Doms verwendet wurde, als Hoffnungskirche eingeweiht. Die Altarwand und der sechseckige Altar aus Bienenwachs wurden von der Künstlerin Brigitte Trennhaus konzipiert. Ihr Projekt stand unter dem Namen „Christus ist Licht und Hoffnung“. 2012 bekam der Altar Risse, da man noch keine Erfahrungen mit so einem ungewöhnlichen Projekt hatte und physikalische Prozesse im Innern zur völligen Zerstörung führten. Die Bürger starteten die Aktion „Gemeinde gießt ihren Altar“ und einen Spendenaufruf für neues Bienenwachs. Die Spendenbereitschaft aus ganz Deutschland war enorm und so konnte der Wachsaltar, in seiner heutigen Form, vollendet werden.

## Innengestaltung
Der Altar, das Kreuz aus Buchstaben und die Altarwand wurden von der Künstlerin Brigitte Trennhaus gestaltet. Die elf Meter hohe und zwölf Meter breite Altarwand besteht aus etwa 200 Kilogramm schichtweise auf eine Holztafel aufgetragenem, hellem Bienenwachs vermischt mit Rapsblütenpollen. Es wurden bis zu 80 Wachsschichten verarbeitet. Die Wand ist beschriftet, unter anderem bildet der hölzerne blattvergoldete Schriftzug „Licht“ ein Kreuz in der Mitte. Der Altar in Form einer Bienenwabe ist aus 800 Kilogramm Bienenwachs gegossen worden. Er ist 119 Zentimeter breit und 105 Zentimeter hoch. Das Taufbecken stammt aus der Bauzeit der Kirche. 
 Die Kirche verfügt über etwa 70 Sitzplätze. Auf der Empore verbirgt sich eine kleine Orgel und rechts neben dem Altar erhebt sich eine schlichte Kanzel. Der noch originale Fußboden besteht aus quadratischen glasierten Terracottasteinen.